# Shillay (ö i Storbritannien, lat 57,80, long -7,25)
Shillay är en ö i Storbritannien.   Den ligger i kommunen Yttre Hebriderna och riksdelen Skottland, i den nordvästra delen av landet, 800 km nordväst om huvudstaden London. Arean är 47 kvadratkilometer.
Terrängen på Shillay är platt. Öns högsta punkt är 67 meter över havet. Den sträcker sig 1,0 kilometer i nord-sydlig riktning, och 1,1 kilometer i öst-västlig riktning.